# Менструация

Менструальный цикл

Менструа́ция (от лат. mēnsis — «месяц», mēnstruus — «ежемесячный»), ме́сячные или ре́гулы — часть менструального цикла организма женщин и самок некоторых плацентарных млекопитающих (приматов, летучих мышей и прыгунчиковых). При менструации происходит отторжение функционального слоя эндометрия (слизистой оболочки матки), сопровождающееся кровотечением. От первого дня менструации начинается отсчёт менструального цикла.
Менструальная кровь не свёртывается и имеет более тёмный цвет, чем кровь, циркулирующая в сосудах. Это объясняется присутствием в менструальной крови набора ферментов.
Менструации (и вообще менструальные циклы) не происходят во время беременности, в большинстве случаев также в период лактации. Отсутствие менструации в ожидаемое время является типичным симптомом, позволяющим предположить наличие беременности.
Во время менструации женщина может испытывать физический дискомфорт, а при гинекологических расстройствах — сильную боль. Перед менструацией может наблюдаться раздражительность, сонливость, утомляемость, незначительное учащение пульса, во время менструации — некоторое замедление пульса.

## Менструальные циклы
У женщин менструация обычно происходит каждый месяц, но имеются и нестандартные сроки менструации. До полового созревания, в период беременности, сразу после родов и в менопаузе менструация отсутствует. Выделения сразу после родов называются лохии и продолжаются несколько недель. Иногда во время кормления грудью менструация может отсутствовать какое-то время, и на этом отсутствии менструации построен такой метод предохранения от беременности, как метод лактационной аменореи.

### Менархе
Первое появление менструации (менархе) у женщины в норме приходятся на 9—15 лет. Возраст менархе обнаруживает определённые расовые различия: так, в ряде исследований было показано, что у негроидов менархе наступает раньше, чем у европеоидов, живущих в одинаковых социально-экономических условиях.
После первой менструации следующая может быть через 2 или 3 месяца. Со временем менструальный цикл устанавливается и продолжается 28 дней, но длительность цикла от 21 до 35 дней нормальна. Только у 13 % всех женщин цикл составляет ровно 28 дней. Менструация длится примерно 2—8 дней. Все выделения происходят из влагалища.

### Предменструальный синдром
Некоторые женщины испытывают эмоциональные сдвиги, ассоциированные с менструациями. Иногда наблюдается раздражительность, чувство усталости, плаксивость, депрессивный синдром. Подобный диапазон эмоциональных эффектов и сдвигов настроения ассоциируется также с беременностью и может объясняться недостатком эндорфинов. Оценки встречаемости предменструального синдрома колеблются от 3 % до 30 %. В определённых случаях может протекать в тяжёлой форме — предменструальном дисфорическом расстройстве. Некоторыми специалистами также выделяется «менструальный психоз», однако он не признаётся большинством современных психиатров отдельной нозологической единицей. Обычно под «менструальными психозами» подразумеваются кратковременные аффективные расстройства в лютеиновой фазе менструального цикла. Собственно психотические состояния, при возникновении в указанный период, не относятся к «менструальным психозам».

### Менопауза
Возраст наступления менопаузы (прекращения менструаций): норма — 40—57 лет, наиболее вероятно — 50—52 года. В умеренном климате менструации продолжаются в среднем до 50 лет, после чего наступает менопауза; сперва исчезают регулы на несколько месяцев, потом появляются и вновь исчезают и т. д. Есть, впрочем, женщины, сохраняющие менструации вплоть до 70 лет. С медицинской точки зрения менопауза считается наступившей, если в течение года менструации полностью отсутствовали.

### Менструальная синхронность
Начиная с 1971 года в некоторых исследованиях были обнаружены указания на то, что менструальные циклы у женщин, живущих вместе, постепенно синхронизируются. Некоторые антропологи выдвинули гипотезу, что это имеет определённый эволюционный смысл: в древних сообществах охотников и собирателей мужчины уходили на охоту, когда у взрослых женщин племени одновременно начиналась менструация (в предположении, что женщина во время менструации не рассматривалась как приемлемый объект для сексуальных отношений). Однако в настоящее время само существование эффекта менструальной синхронности оспаривается.

## Менструальная кровь
Менструальной кровью называются жидкие выделения из влагалища при менструации. Строго говоря, более корректным термином является менструальная жидкость, поскольку в её состав, кроме собственно крови, входит слизистый секрет желёз шейки матки, секрет желёз влагалища и ткань эндометрия. Средний объём менструальной жидкости, выделяющейся в течение одного менструального цикла, составляет, согласно Большой медицинской энциклопедии, около 50—100 миллилитров. Однако индивидуальный разброс лежит в пределах от 10 до 150 и даже до 250 миллилитров. Этот диапазон считается нормальным, более обильные (или, наоборот, скудные) выделения могут быть симптомом заболевания. Менструальная жидкость имеет красновато-коричневый цвет, слегка темнее, чем венозная кровь:p.381.
Количество железа, теряющееся с менструальной кровью, для большинства женщин относительно невелико и не может само по себе вызвать симптомы анемии. В одном из исследований группа женщин, проявлявших симптомы анемии, были обследованы с помощью эндоскопа. Оказалось, что 86 % из них в действительности страдали различными желудочно-кишечными заболеваниями (вроде гастрита или язвы двенадцатиперстной кишки, при которых происходят кровотечения в желудочно-кишечный тракт); этот диагноз мог оказаться не поставленным из-за ошибочного отнесения дефицита железа на счёт менструальной потери крови. Однако регулярно обильные менструальные кровотечения в некоторых случаях всё-таки могут привести к анемии.
Увеличение длительности кровотечения более чем на 7 дней и потери крови, выходящей за пределы 80 мл, относится к патологическому состоянию — меноррагии (гиперменореи).

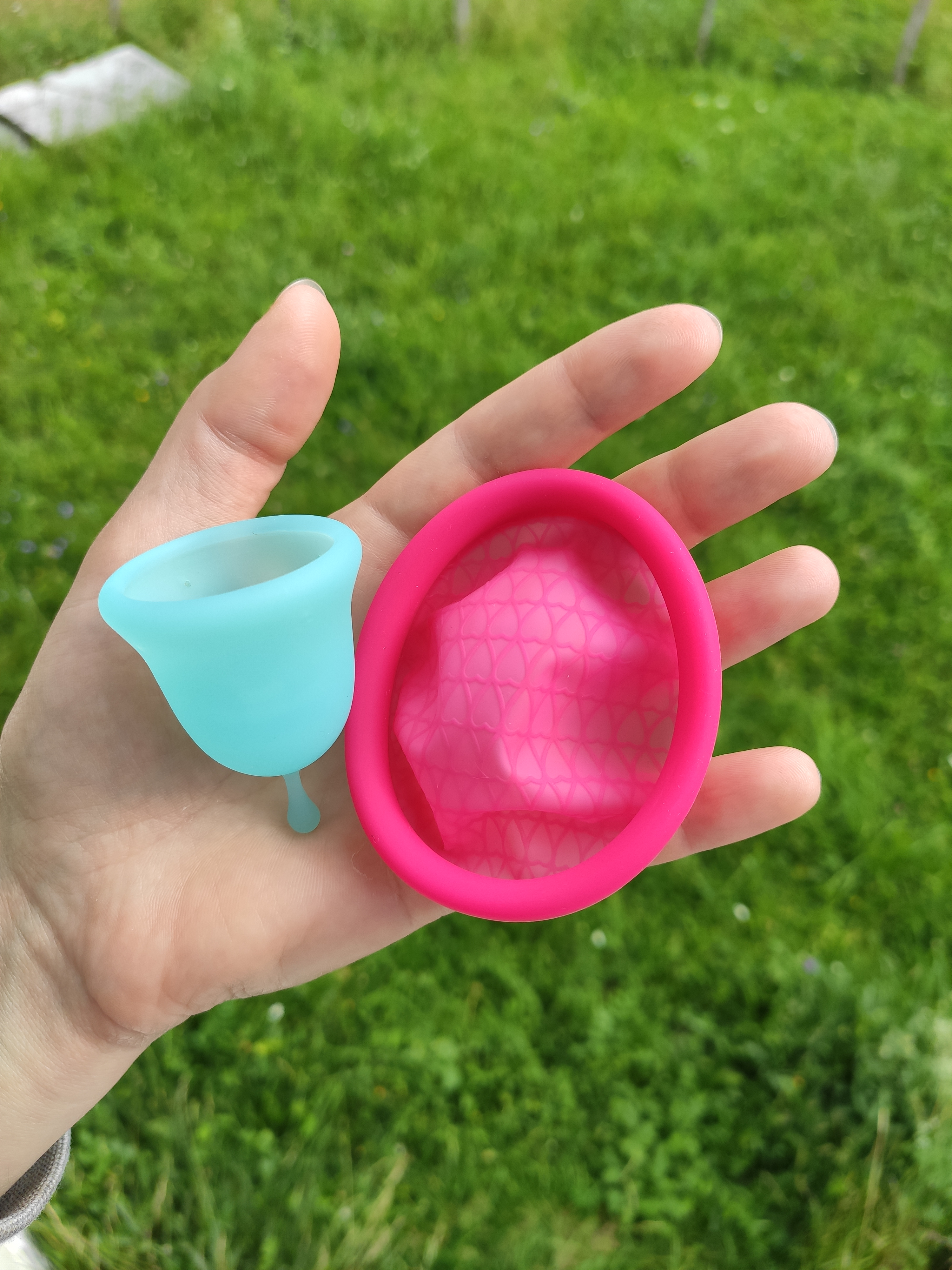
Менструальный диск (розовый) по сравнению с менструальной чашей (голубая)

## Правила поведения и личная гигиена

### Общие правила гигиены при менструации

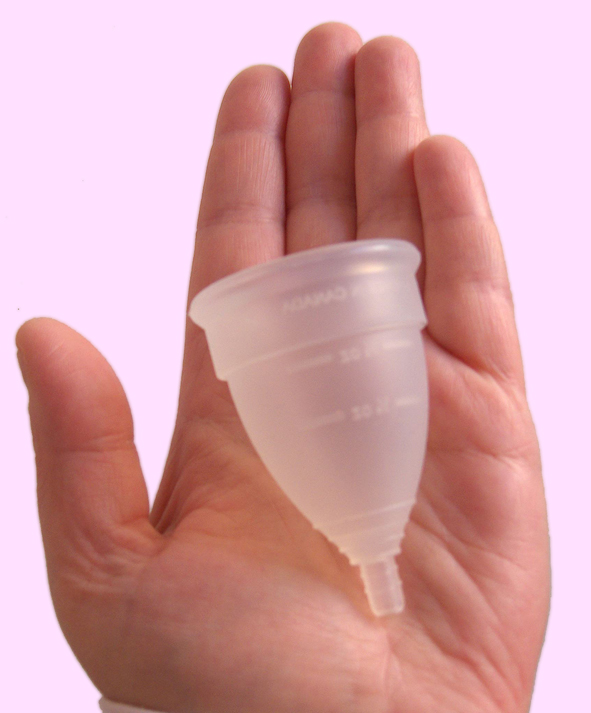
Менструальная чашечка

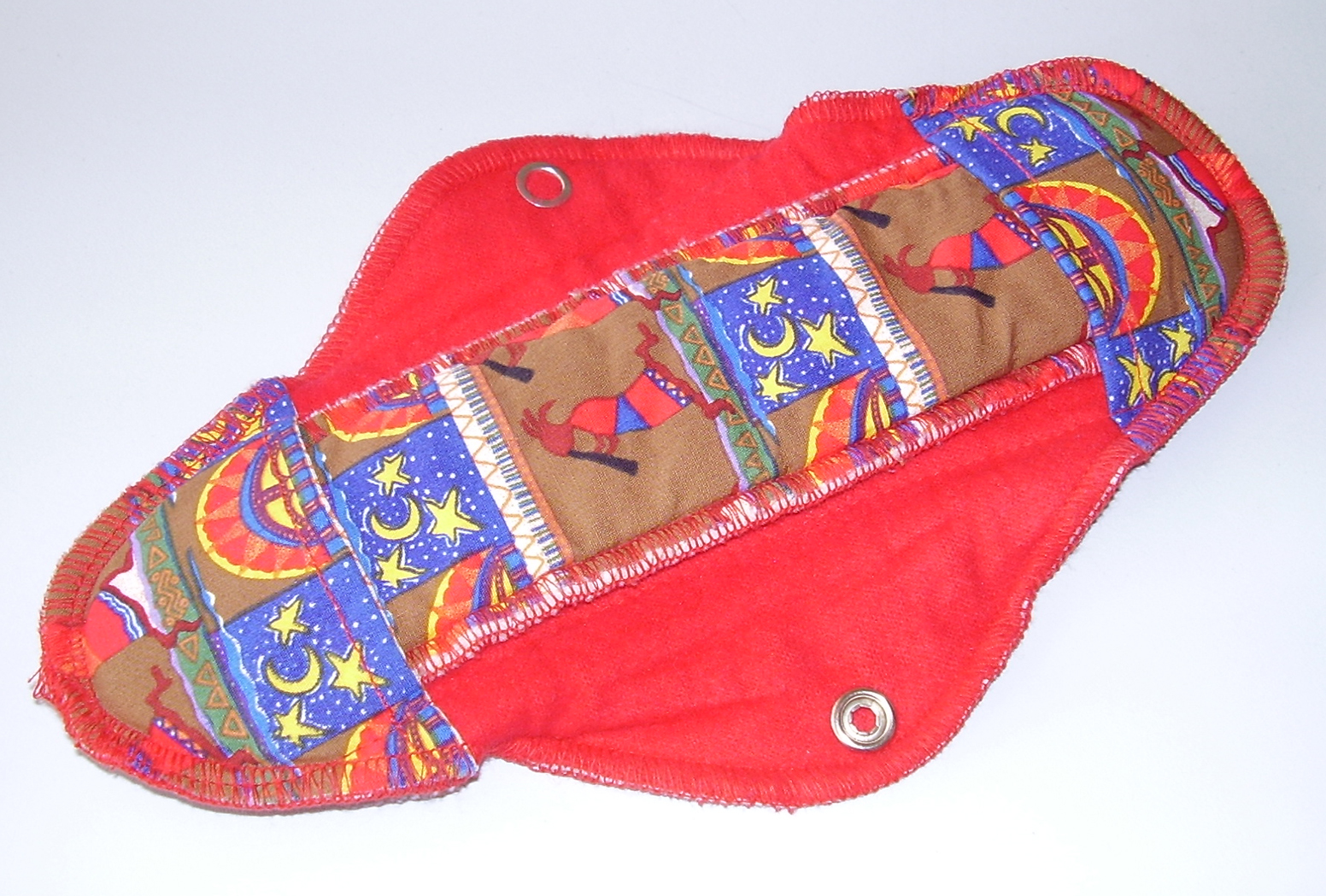
Многоразовая тканевая гигиеническая прокладка

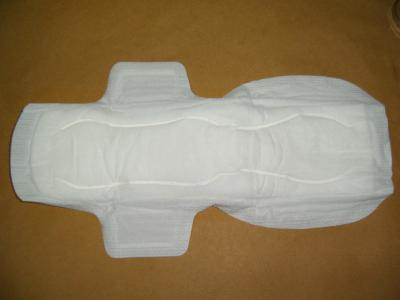
Одноразовая гигиеническая прокладка

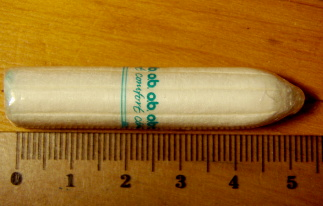
Интравагинальный тампон

Для соблюдения личной гигиены девушки-подростки и женщины применяют прокладки, закрепляющиеся на нижнем белье, и/или тампоны, вводящиеся во влагалище. В обоих случаях ткань прокладки или тампона поглощает менструальные выделения. В европейских странах, США и Канаде всё большую популярность в качестве средств индивидуальной гигиены обретают менструальные чаши, менструальные диски и менструальные трусы.
В развивающихся странах, в частности в странах Африки, используются дешёвые благодаря производству из местных материалов гигиенические прокладки из папируса (также известные как англ. MakaPads).
Согласно результатам исследования, проводившегося с использованием настоящей крови, лучшей способностью удерживать кровь обладают менструальные диски, худший же результат показали менструальные трусы и прокладки для облегчения боли. Менструальные диски способны поглощать до 80 мл жидкости, прокладки, тампоны и менструальные чаши — 20—50 мл, а менструальные трусы и прокладки для облегчения боли — до 2 мл.
При менструациях особенно необходимо соблюдать правила гигиены. Рекомендуется не менее 2—3 раз в день наружные половые органы обмывать тёплой водой с мылом для интимной гигиены (подмывание), ежедневно мыться под душем. Тёплые ванны, грелки, обезболивающие средства могут уменьшить неприятные ощущения при болезненной менструации.
Работоспособность женщины в этот период в некоторой степени сохраняется, но следует избегать повышенной физической нагрузки, переохлаждения и перегревания.

### Половой акт при менструации
Долгое время считалось, что из-за повышенной уязвимости для различного рода инфекций следует избегать половых актов в период менструации. По современным рекомендациям секс во время менструации не противопоказан, но из-за возможного повышения риска передачи половых инфекций рекомендуется пользоваться презервативом. Вместе с тем, ряд исследователей указывают на возникновение и стимуляцию ретроградной волны сокращений матки от шейки ко дну во время полового акта, что приводит к переносу жизнеспособного эндометрия и возникновению очагов эндометриоза.

## Нарушения менструального цикла
Нарушения менструаций довольно часты и сводятся к:
- прекращению или приостановке (аменорея);
- отклонённым или смещённым кровотечениям (викарная менструация);
- усилению интенсивности кровоотделения (меноррагия);
- болезненным менструациям (дисменорея, альгодисменорея)[31].

Выделяются следующие характерные проявления расстройств:
- изменения количества крови (гиперменорея — обильные менструации, гипоменорея — скудные менструации, опсоолигоменорея — короткие и скудные менструации);
- нарушения продолжительности (полименорея — продолжающаяся более 6—7 дней затяжная менструация, олигоменорея — короткая, продолжающаяся 1—2 дня менструация);
- нарушения ритма (пройоменорея — частые менструации, с циклом менее 21 дня, опсоменорея — редкие менструации, с циклом свыше 35 дней, вплоть до 3 месяцев).

Гипоменструальный синдром диагностируется при гипоменорее с сопутствующей олигоменореей и опсоменореей.
При криптоменорее внешние проявления у менструаций могут отсутствовать, несмотря на наличие всех других симптомов их наступления. Одной из причин может являться атрезия девственной плевы.
Приостановка менструаций может быть вызвана различными причинами. Зачатие прекращает обычное истечение крови и составляет физиологическую причину. Менструации могут остановиться при всякой значительной потере крови другой частью тела, в этом случае менструальная кровь задерживается. При этом необходимо учитывать причину, вызвавшую нарушение менструального цикла. Если после простуды, после душевных волнений менструация длительное время не происходит, то необходимо обращение к врачу. Особого упоминания заслуживает задержка месячных механическим путём; она бывает при сужении входа во влагалище, при сужении самого влагалища и шейки матки.
Иногда кровотечения появляются в какой-либо части, удалённой от матки, из последней истечение может быть либо уменьшено, либо прекращено, такое явление называется дополнительными или отклонёнными менструациями (викарной менструацией). В подобных случаях истечение происходит обыкновенно в местах, лишённых кожи, например в ранах, язвах; также в слизистой оболочке, например рта, носа. Вообще же говоря, нет ни одной точки на поверхности тела, на которой не наблюдались бы дополнительные менструации. Викарные менструации чаще возникают при аплазии матки или после гистерэктомии.
При меноррагии истечение увеличено. Меноррагия часто наблюдается в периоде полового созревания и в климактерическом периоде, а также на фоне болезней матки или соседних органов: при воспалении, раке и эрозии шейки матки, при налитии кровью широких связок, доброкачественных новообразованиях (например, субмукозной фибромиоме, полипах эндометрия), инфекционных патологиях и т. д.
Дисменореей называются менструации, сопровождающиеся болью и вегетативно-невротическими расстройствами. При них часто отходят кровяные сгустки. Альгодисменореей — также менструации с болевым синдромом, но не сопровождающиеся общими расстройствами.

## Менструация и культура
Медицинские труды средневековых женщин Салерно были одними из первых, в которых говорилось о менструации. Одним из важнейших вкладов женщин Салерно был учебник «De Passionibus Mulierum ante in et post partum», в котором менструация была описана как особое очищение женщин, регулярность которого является источником и признаком женского здоровья.
Между тем многие религии имеют дискриминационные традиции, связанные с менструацией. Так, в иудаизме женщинам во время менструаций приписывают ритуальный статус «нида», при котором они считаются «нечистыми» и на них накладываются религиозные ограничения. Согласно Ветхому завету, менструальная кровь считается ритуально нечистой, установлен запрет на секс и на участие в некоторых религиозных обрядах во время менструации (Лев. 15). Догме о «нечистоте» менструальной крови с запретом интимной близости во время месячных следуют и в исламе.
Мифология майя объясняет происхождение менструации как наказание за нарушение женщиной социальных правил брачного союза. По поверьям майя, менструальная кровь превращается в змей и насекомых, используемых в чёрной магии, до тех пор, пока посредством её не возродится лунная богиня.
В традиционном культе Непала существует практика почитания избранных маленьких девочек как воплощений богини Теледжу, восходящая ко времени, предшествующему тринадцатому столетию. Согласно легенде, богиня играла в кости с правителем Непала, пока тот не оскорбил её своими похотливыми взглядами. Оскорблённая Теледжу поклялась с тех пор никогда не возвращаться в страну, кроме как в облике молодой девушки Кумари. C этого времени существует культ почитания девочек Кумари, живых воплощений Теледжу, которые считаются таковыми до наступления первой менструации, после которой богиня якобы покидает тело. Тяжёлая болезнь, серьёзная потеря крови вследствие травмы и даже смех тоже расцениваются как уход богини и являются для девушки причинами для возвращения к обычной жизни. Вместе с этим в Непале широко распространена дискриминационная традиция «чхаупади», согласно которой лиц женского пола изгоняют из семейного жилища на время менструаций.
В Юго-Восточной Азии менструальная кровь считалась связанной с женским началом инь и использовалась в практиках традиционной медицины. Во время японско-корейской войны 1592—1598 годов корейский генерал Квак Чеу носил красную одежду, выкрашенную менструальной кровью девственниц. Генерал верил, что тёмная женская энергия инь превращала его одежду в доспехи, недоступные для японского огнестрельного оружия — олицетворения мужской энергии ян.

## Менструация у животных
Менструация, кроме человека, наблюдается и у самок некоторых плацентарных млекопитающих. К ним относятся, в первую очередь, многие приматы. Менструации обычны у видов, являющихся представителями инфраотряда обезьянообразных, к которым принадлежат человек, человекообразные обезьяны, обезьяны Старого Света (или мартышковые) и обезьяны Нового Света (или широконосые обезьяны). Менструации редко выражены у представителей более примитивного подотряда полуобезьян: они не были обнаружены в подотряде мокроносых обезьян (к которым относятся лемуры и лори), но иногда наблюдаются у некоторых видов долгопятов.
К другим животным, у которых происходит менструация, кроме приматов, относятся рукокрылые (летучие мыши) и прыгунчиковые (известные также как слоновые землеройки). Интересно, что у последних в крови находят малярийных плазмодиев, что также является доказательством их эволюционной близости с низшими приматами (малярией болеют только приматы, включая человека и тупайи).
У самок других видов плацентарных млекопитающих вместо менструального цикла происходит цикл течки (эструс), в ходе которого эндометрий не отторгается, а полностью реабсорбируется в организме. И у людей с менструальной кровью выделяется лишь треть объёма эндометрия, тогда как оставшиеся две трети поглощаются организмом.
Длительность менструального цикла у самок орангутанов, как и у человека, в среднем составляет 28 дней, что близко к средней продолжительности лунного месяца, составляющей 29,53 суток, тогда как, например, у самок шимпанзе продолжительность цикла составляет около 35 дней.